# 過度自信效應
过度自信效应（英語：overconfidence effect）為一行為偏誤，是指一个人对自己的主观信心遠大于客观准确性，尤其特別是当信心相对较高时。